# Wincenty Majewski (1807–1888)
Wincenty Majewski (ur. w 1807 w Milkowicach pod Opatowem, zm. 27 stycznia 1888 w Warszawie) – polski adwokat, radca prawny, obrońca sądowy, patron Trybunału Cywilnego w Warszawie, mecenas przy Warszawskich Departamentach Rządzącego Senatu.
Uczęszczał do szkół Ojców Pijarów w Radomiu, a Uniwersytet Warszawski ukończył w 1825, a stopień mecenasa zdobył w 1831 roku.
Pochodził z rodziny neofickiej pochodzenia żydowskiego. Brat Karola i Władysława. Brał udział w formowaniu Rządu Narodowego w 1863 roku.
Współzałożyciel „Kuriera Warszawskiego” i „Biblioteki Warszawskiej”. 
Pochowany na cmentarzu Powązkowskim w Warszawie.